# Stay with Me (пісня)
«Stay with Me» (укр. «Залишся зі мною») — пісня британського автора-виконавця Сема Сміта, що вийшла в якості синглу з його дебютного студійного альбому 2014 року In the Lonely Hour. Авторами пісні стали Сміт, Джеймс Напьєр і William Phillips, а також співавторство отримали Том Петті і Джефф Лінн через подібність пісні до синглу Петті «I Won't Back Down».
На даний момент «Stay with Me» є найбільш комерційно успішним синглом Сміта, адже очолила хіт-паради Великої Британії, Канади, Нової Зеландії і ще декількох країн.
8 лютого 2015 року пісня удостоїлася двох премій Греммі в номінаціях «Запис року» і «Пісня року».

## Про пісню
«Stay with Me» — це балада, натхненна госпелом, в якій головний герой просить свого випадкового партнера не залишати його.
Пісня написана в до мажор з темпом 64.

## Випуск і просування
Прем'єра пісні відбулась 25 березня 2014 «Stay with Me» в ефірі BBC Radio 1. 29 березня Сміт виступив з піснею в ефірі американського шоу Saturday Night Live.
Відеокліп «Stay With Me» був опублікований на YouTube 27 березня, режисером якого став Джейми Трейвз. Він був знятий в лондонському районі De Beauvoir Town. Кліп отримав номінацію на премію MTV Video Music Award в категорії «Найкраще чоловіче відео» і Artist to Watch, а 24 серпня, на церемонії вручення, Сем Сміт заспівав пісню наживо.

## Хіт-паради і сертификації

### Хіт-паради
| Чарт (2014)                                   | Найвища позиція |
| --------------------------------------------- | --------------- |
| Австралія (ARIA)                              | 5               |
| Австрія (Ö3 Austria Top 75)                   | 3               |
| Бельгія (Ultratop Flanders)                   | 8               |
| Belgium Dance (Ultratop Flanders)             | 6               |
| Бельгія (Ultratop Wallonia)                   | 9               |
| Belgium Dance (Ultratop Wallonia)             | 4               |
| Бразилія (Brasil Hot 100 Airplay)             | 46              |
| Канада (Canadian Hot 100)                     | 1               |
| Хорватія (Croatian Airplay Radio Chart)       | 1               |
| Чехія (Singles Digitál Top 100)               | 14              |
| Данія (Tracklisten)                           | 3               |
| Фінляндія (Suomen virallinen lista)           | 14              |
| Франція (SNEP)                                | 6               |
| Німеччина (Official German Charts)            | 11              |
| Угорщина (Single Top 40)                      | 40              |
| Ірландія (IRMA)                               | 1               |
| Ізраїль (Media Forest)                        | 1               |
| Італія (FIMI)                                 | 6               |
| Японія (Japan Hot 100)                        | 16              |
| 5                                             |                 |
| Мексика (Mexico Ingles Airplay) (Billboard)   | 17              |
| Нідерланди (Dutch Top 40)                     | 2               |
| Нідерланди (Mega Single Top 100)              | 3               |
| Нова Зеландія (RIANZ)                         | 1               |
| Норвегія (VG-lista)                           | 3               |
| Польща (Polish Airplay Top 100)               | 1               |
| Португалія Portugal Digital Songs (Billboard) | 5               |
| Шотландія (Official Charts Company)           | 1               |
| Словаччина (IFPI)                             | 2               |
| Словаччина (Singles Digitál Top 100)          | 4               |
| ПАР EMA                                       | 1               |
| Іспанія (PROMUSICAE)                          | 7               |
| Швеція (Sverigetopplistan)                    | 4               |
| Швейцарія (Media Control AG)                  | 6               |
| Велика Британія (Official Charts Company)     | 1               |
| США (Billboard Hot 100)                       | 2               |
| 1                                             |                 |
| США (Adult Contemporary) (Billboard)          | 1               |
| США (Adult Top 40) (Billboard)                | 1               |
| США (Hot Dance Club Songs) (Billboard)        | 37              |
| США (Mainstream Top 40) (Billboard)           | 1               |
| США (R&B/Hip-Hop Airplay) (Billboard)         | 10              |
| США (Rhythmic) (Billboard)                    | 5               |
| Росія Airplay (Top Radio Hits)                | 143             |

### Річні чарти
| Чарт (2014)                             | Позиція |
| --------------------------------------- | ------- |
| Австралія (ARIA)                        | 8       |
| Канада (Canadian Hot 100)               | 8       |
| Данія (Tracklisten)                     | 10      |
| Німеччина (Media Control Charts)        | 35      |
| Італія (FIMI)                           | 25      |
| Польща (ZPAV)                           | 28      |
| Нова Зеландія (Recorded Music NZ)       | 4       |
| Велика Британія (UK Singles)            | 7       |
| США (Billboard Hot 100)                 | 10      |
| США (Billboard Adult Alternative Songs) | 4       |

### Сертифікації
| Регіон | Сертифікація  | Продажі    |
| --- | ------------- | ---------- |
| Австралія (ARIA) | 3× Платиновий | 210 000^   |
| Канада (Music Canada) | 3× Платиновий | 240 000*   |
| Німеччина (BVMI) | Золотий       | 250 000^   |
| Італія (FIMI) | 2× Платиновий | 60 000     |
| Нідерланди (NVPI) | 3× Платиновий | 0^         |
| Нова Зеландія (RIANZ) | 2× Платиновий | 15 000*    |
| Швеція (IFPI Sweden) | 4× Платиновий | 20 000     |
| Велика Британія (BPI) | Платиновий    | 600 000    |
| США (RIAA) | 4× Платиновий | 3,485,000^ |
| Потокове прослуховування |               |            |
| Данія (IFPI Denmark) | 2× Платиновий | 5,200,000^ |
| Іспанія (PROMUSICAE) | Золотой       | 5,000,000* |
| *продажі, що базуються лише на сертифікаціях · ^відвантаження, що базуються лише на сертифікаціях · продажі+прослуховування, що базуються лише на сертифікаціях |               |            |